# Jean Gabin
Jean Gabin (phát âm tiếng Pháp: [ʒɑ̃ gabɛ̃]) 17 tháng 5 năm 1904 - 15 tháng 11 năm 1976) là một nam diễn viên điện ảnh người Pháp, đã từng diễn xuất trong nhiều phim cổ điển của Pháp như Pépé le Moko (1937), La grande illusion (1937), Le Quai des brumes (1938), La bête humaine (1938), Le jour se lève (1939), và Le plaisir (1952).

## Cuộc đời và Sự nghiệp
Gabin có tên khai sinh là Jean-Alexis Moncorgé, sinh tại Paris, là con của Madeleine Petit và Ferdinand Moncorgé, một diễn viên cabaret. Gabin lớn lên ở xã Mériel, tỉnh Seine-et-Oise cũ (nay là tỉnh Val-d'Oise), phía bắc Paris khoảng 35 km.
Gabin đậu bằng tiểu học ở trường tiểu học phố Clignancourt (quận 18 Paris), sau đó vào học trung học ở Lycée Janson-de-Sailly, nhưng bỏ học nửa chừng, đi làm những việc lặt vặt như tùy phái văn phòng ở Compagnie parisienne de distribution d'électricité (Công ty phân phối điện Paris), thủ kho ở kho đồ phụ tùng xe hơi Drancy vv...
Năm 1922, khi 18 tuổi, Gabin gia nhập giới giải trí, đóng những vai phụ ở nhà hát tạp kỹ Folies Bergères (32 phố Richer, quận 9 Paris).
Năm 1924 Gabin thi hành nghĩa vụ quân sự trong một đơn vị Hải quân Pháp đồn trú ở Cherbourg. Đầu năm 1925, trong một kỳ nghỉ phép thường niên, Gabin gặp và kết hôn với Marie-Louise Basset biệt danh Gaby - một nữ diễn viên tương lai.
Sau khi hoàn thành nghĩa vụ quân sự, Gabin trở lại hoạt động trong ngành giải trí ở lãnh vực music hall và operetta, bắt chước theo phong cách hát của Maurice Chevalier, lấy nghệ danh là "Jean Gabin".
Năm 1927 cùng với người vợ Gaby Basset, Gabin sang Brazil lưu diễn, nhưng không thành công, nên trở về Parìs xin làm việc ở quán Moulin Rouge. Mùa xuân năm 1928 nữ ca sĩ diễn viên Mistinguett đề nghị Gabin gia nhập đoàn hát của cô. Gabin bắt đầu đóng vai "người bồi" trong tạp kịch "Paris qui tourne" ngày 18.4.1928. Sau đó, Gabin đóng các vai tình lang trong những vở operetta như "Flossie" và "Les Aventures du Roi Pausole", lời của Albert Willemetz. Trong thời gian này Gabin dan díu với "Jacqueline Francell" - bạn diễn trong vở operetta "Flossie" - và ly dị Gaby Basset.

### Điện ảnh
Năm 1930, Gabin bắt đầu diễn xuất trong 2 phim câm ngắn L'Héritage de Lilette và On demande un dompteur chung với diễn viên hài Raymond Dandy.
Gabin thực sự bước vào ngành điện ảnh từ phim truyện Chacun sa chance, một trong những phim nói đầu tiên của Pháp do Hans Steinhoff và René Pujol đạo diễn, đóng chung với người vợ cũ Gaby Basset. Sau đó Gabin xuất hiện trong các phim Méphisto, Paris Béguin, Tout ça ne vaut pas l'amour, Gloria, Les Gaietés de l'escadron, La Belle Marinière mà Gabin coi như vai lớn đầu tiên của mình trên màn ảnh, Le Tunnel và Adieu les beaux jours.
Ngày 20.11.1933, Gabin tái kết hôn với Jeanne Mauchain ở tòa thị chính Quận 16 Paris.
Năm 1934, Gabin được đạo diễn Julien Duvivier mời đóng phim Maria Chapdelaine, sau đó là vai Pontius Pilatus trong phim Golgotha, phim La Bandera, thành công đầu tiên của Gabin, phim La Belle Équipe với Charles Vanel, trong đó Gabin hát bài "Quand on se promène au bord de l'eau", và phim Pépé le Moko.
Năm 1936 Gabin xuất hiện trong phim Les Bas-Fonds của đạo diễn Jean Renoir. Năm 1937 ông diễn xuất trong phim chiến tranh La Grande Illusion chung với Pierre Fresnay, phim Marcel Dalio và phim Erich von Stroheim, rất thành công, được coi như một phim cổ điển của Pháp. Cùng năm, Gabin đóng phim Gueule d'amour của đạo diễn Jean Grémillon và phim Le Messager của đạo diễn Raymond Rouleau.
Năm 1938, Gabin đóng vai người đào ngũ trong phim Le Quai des brumes cùng với Michel Simon và Michèle Morgan. Đây là lần dầu tiên ông cộng tác với đạo diễn Marcel Carné và nhà viết kịch bản Jacques Prévert. Sau đó ông diễn xuất trong phim Le Récif de corail của đạo diễn Maurice Gleize, rồi phim La Bête humaine của Jean Renoir. Năm 1939 Gabin đóng phim Le Jour se lève của đạo diễn Marcel Carné
Ngày 3.9.1939, Gabin được động viên vào phục vụ trong quân chủng Hải quân, đồn trú ở Cherbourg.
Sau khi Đức Quốc xã chiếm đóng Pháp, Gabin chạy sang Hollywood Hoa Kỳ ngày 2.2.1941 và gặp lại các nhà điện ảnh Pháp khác như Jean Renoir, Julien Duvivier, Charles Boyer, Jean-Pierre Aumont vv... 
Tại Hollywood, Gabin đóng 2 phim Moontide của đạo diễn Archie Mayo chung với nữ diễn viên Ida Lupino và phim The Impostor của đạo diễn Julien Duvivier, nhưng cả hai phim này đều không thành công. Trong thời gian ở Hoa Kỳ, Gabin có quan hệ yêu đương nóng bỏng với nữ diễn viên Marlene Dietrich.
Ngày 18.01.1943 - khi còn ở Hoa Kỳ - tòa án thành phố Aix (cũ) của Pháp đã xử cho Gabin ly dị với người vợ thứ hai Jeanne Mauchain, lỗi hoàn toàn thuộc về Gabin.
Tháng 4 năm 1943 Gabin tình nguyện tham gia Forces navales françaises libres (Lực lượng Hải quân Pháp tự do) dưới sự lãnh đạo của tướng Charles de Gaulle để giải phóng Pháp. Gabin vượt Đại Tây Dương trên tàu chở dầu quân sự Elorn tới Casablanca, sau đó được bổ nhiệm làm trưởng xe thiết giáp  Souffleur II của đại đội 2, Lữ đoàn thiết giáp Hải quân, thuộc "Sư đoàn 2 thiết giáp" dưới quyền chỉ huy của tướng Philippe Leclerc de Hauteclocque.
Mùa xuân năm 1945, Gabin tham gia chiến dịch giải phóng các pháo đài của Đức ở La Rochelle, rồi "Chiến dịch chiếm nước Đức Quốc xã của Lực lượng Đồng Minh". Sau chiến tranh ông được thưởng Médaille militaire (Huy chương chiến tranh) và Croix de guerre 1939-1945 (Chiến công bội tinh 1939-1945). Tháng 7 năm 1945 - năm 41 tuổi - Gabin được giải ngũ khi mái tóc đã bạc.
Năm 1946 Gabin đóng phim Martin Roumagnac chung với Marlene Dietrich, do "Georges Lacombe" đạo diễn. Phim này tuy không được giới phê bình hoan nghênh, như ng thành công về thương mại, với 2 triệu lượt khán giả mua vé. Tuy nhiên, sự thành công đó đã không lặp lại với phim Miroir vào năm sau, trong đó Gabin đóng vai nhà tài chính và đôi lúc là tên gangster.
Ngày 28.3.1949, Gabin tái kết hôn với "Christiane Fournier" (1918-2002), người mẫu thời trang của nhà sản xuất y phục thời trang Lanvin. Họ có ba người con: Florence (1949), Valérie (1952) và Mathias (1956).
Cùng năm, ông đóng vai chính trong phim Au-delà des grilles khá thành công. Phim này đã đoạt Giải Oscar cho phim ngoại ngữ hay nhất.
Năm 1950, Gabin xuất hiện trong phim La Marie du port của đạo diễn Marcel Carné, chuyển thể từ tiểu thuyết của Georges Simenon. Phim này bán được 2,6 triệu vé, sau đó là vai người thợ cơ khí mù trong phim La nuit est mon royaume. Phim này đem lại cho Gabin giải Cúp Volpi cho nam diễn viên xuất sắc nhất.
Năm 1952 Gabin đóng chung với Michèle Morgan trong phim La Minute de vérité của đạo diễn Jean Delannoy. Phim này bán được hơn 3 triệu vé. Năm 1954 Gabin thực sự thành công trong phim Touchez pas au grisbi của đạo diễn Jacques Becker, với 4 triệu vé bán ra ở Pháp . Gabin cũng thành công trong các phim L'Air de Paris của Marcel Carné, French Cancan của Jean Renoir, Gas-oil và Le rouge est mis. 

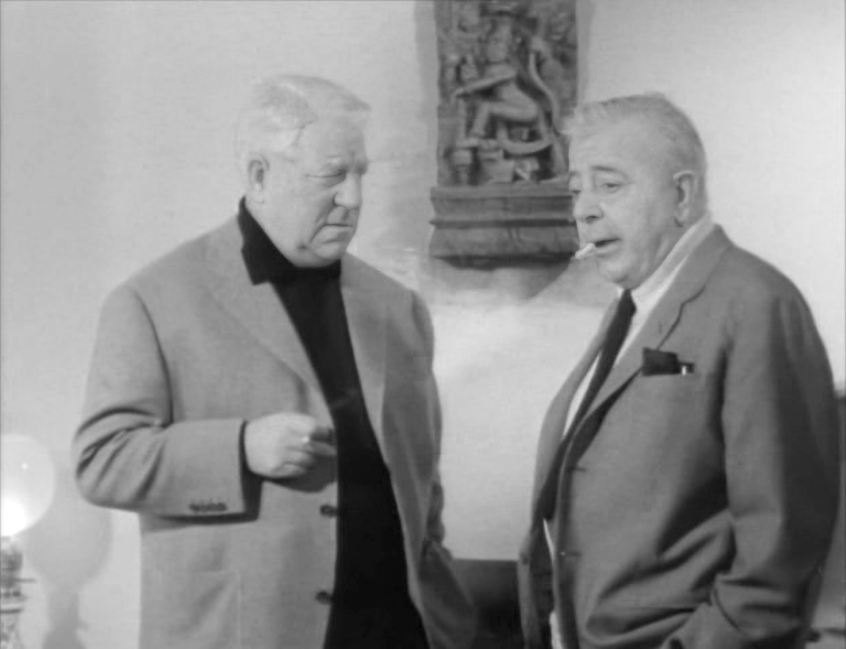
Jean Gabin (bên trái) và Jacques Prévert trong phim tài liệu Mon frère Jacques (1961) của Pierre Prévert.

Sau đó Gabin đóng các phim Napoléon của Sacha Guitry, Razzia sur la chnouf, Chiens perdus sans collier, Des gens sans importance, Voici le temps des assassins, La Traversée de Paris, Le Cas du docteur Laurent, Maigret tend un piège (1958), Les Misérables, En cas de malheur (đóng chung với Brigitte Bardot), Les Grandes Familles, Archimède le clochard).
Năm 1960, Gabin được thưởng Bắc Đẩu Bội tinh hạng "officier" khi đang đóng phim Les Vieux de la vieille của Gilles Grangier.
Trong thập niên 1960, Gabin đóng các phim Le Président, Le cave se rebiffe, Un singe en hiver (chung với Jean-Paul Belmondo), Le Gentleman d'Epsom (đóng chung với Louis de Funès, và không thành công), Mélodie en sous-sol đóng chung với Alain Delon.
Năm 1963, Gabin cùng với Fernandel lập ra hãng sản xuất phim Gafer Phim đầu tiên do hãng này sản xuất là phim L'Âge ingrat do Gabin và Fernandel cùng diễn xuất.

## Những năm cuối đời
Trong thập niên 1970, Gabin diễn xuất trong 7 phim nữa, trong đó có phim La Horse của Pierre Granier-Deferre, Deux hommes dans la ville của José Giovanni (chung với Alain Delon) và Le Chat (1971). Phim này được Gabin coi như phim thành công nhất của mình trong thời hậu chến, và lại đoạt Giải Gấu bạc cho nam diễn viên xuất sắc nhất năm 1971
Ngày 3.4.1976, Gabin chủ tọa lễ trao Giải César lần đầu tiên. Hai tuần lễ sau Gabin xuất hiện trong phim L'Année sainte của Jean Girault. Đây là phim cuối cùng của ông.

## Từ trần
Ngày 15 tháng 11 năm 1976, Gabin qua đời ở Hôpital américain de Paris (American Hospital of Paris) do bị ung thư bạch cầu, thọ 72 tuổi.
Tang lễ diễn ra ngày 17.11.1976 tại "Nhà để tro hỏa táng" của Nghĩa trang Père-Lachaise được truyền hình trực tiếp, sau đó - thể theo nguyện vọng cuối cùng của ông - với phép đặc biệt của tổng thống Valéry Giscard d'Estaing - tro hài cốt của ông được chở trên tàu thông báo Détroyat và rắc xuống biển Iroise, cách Brest 20 hải lý, ngày 19 tháng 11 năm 1976 dưới sự hiện diện của bà quả phụ Gabin cùng các bạn hữu nghệ sĩ.

## Gìải thưởng và Vinh danh
- Bắc Đẩu Bội tinh hạng Officier
- Médaille militaire (Huy chương quân sự)
- Croix de guerre 1939-1945 (Chiến công bội tinh 1939-1945)
- 1951: Cúp Volpi cho nam diễn viên xuất sắc nhất cho vai diễn trong phim La nuit est mon royaume của đạo diễn Georges Lacombe
- 1954: Cúp Volpi cho nam diễn viên xuất sắc nhất cho vai diễn trong phim L'Air de Paris của đạo diễn Marcel Carné và phim Touchez pas au grisbi của đạo diễn Jacques Becker
- 1959: Giải Gấu bạc cho nam diễn viên xuất sắc nhất cho vai diễn trong phim Archimède le clochard của đạo diễn Gilles Grangier.
- 1971: Giải Gấu bạc cho nam diễn viên xuất sắc nhất cho vai diễn trong phim Le Chat của đạo diễn Pierre Granier-Deferre
- 1987: Giải César danh dự (truy tặng)

## Di sản

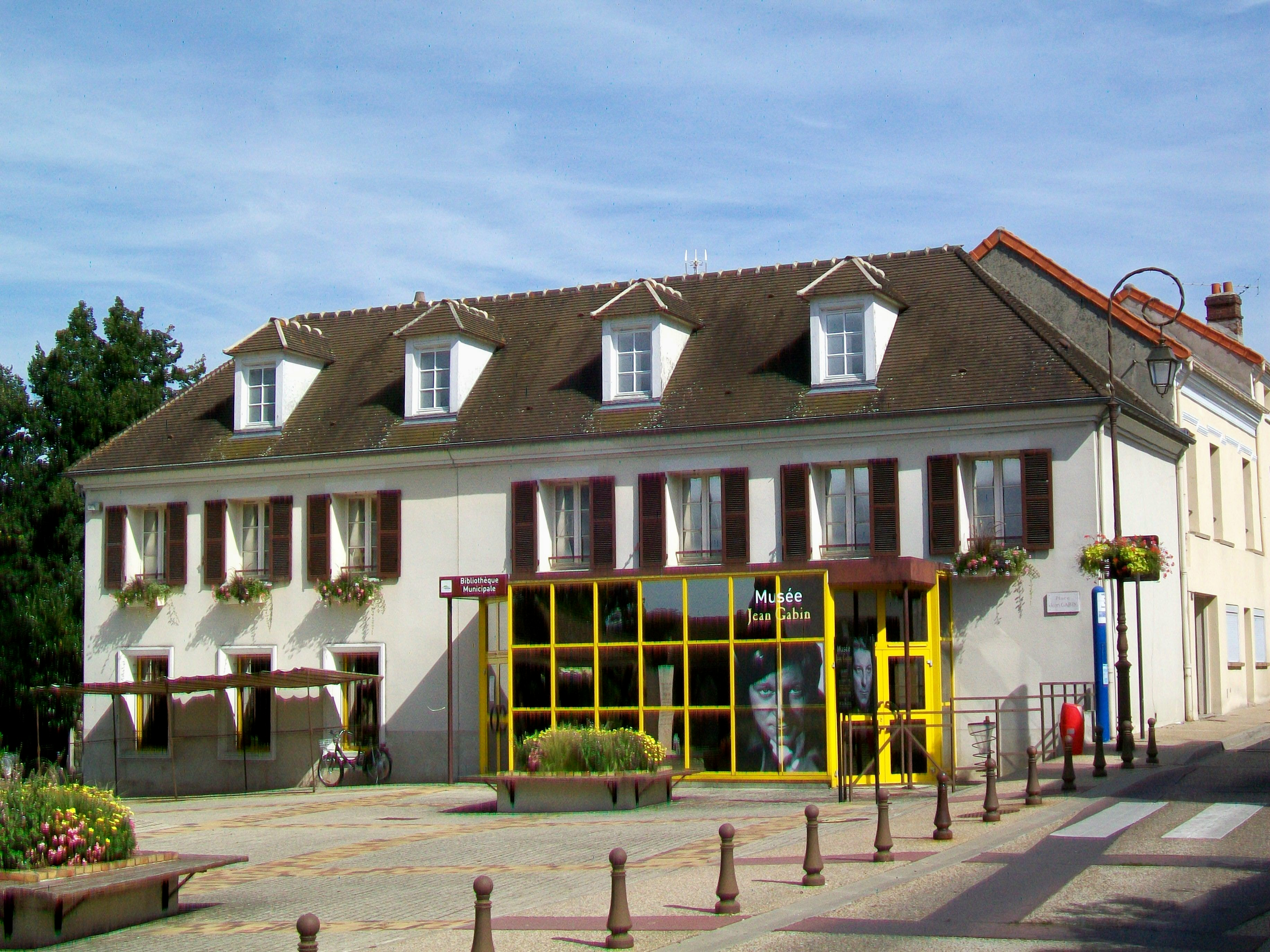
Nhà bảo tàng Jean Gabin.

- Năm 1981, diễn viên Louis de Funès[29] đã đưa ra sáng kiến lập Giải Jean Gabin dành cho các nam diễn viên Pháp trẻ đầy triển vọng. Giải này được trao hàng năm từ năm 1981 tới 2006. Sau đó có sự bất hòa giữa Ban tổ chức giải và con gái của Jean Gabin, lnên giải này được đổi tên thành Giải Patrick Dewaere [30].
- Năm 1992, thị xã Mériel (Val-d'Oise) - quê hương thời niên thiếu của Jean Gabin - đã lập "Nhà bảo tàng Jean Gabin" để tưởng niệm ông. Nhà điêu khắc Jean Marais đã làm một tượng bán thân của Gabin, đặt trước nhà bảo tàng này.
- Ngày 16.5.2008, Daniel Vaillant - quận trưởng Quận 18 Paris- đã khánh thành "Quảng trường Jean Gabin" (ở góc đường Custine và Lambert, chân đồi Montmartre).
- Năm 2011, một "Quảng trường Jean-Gabin" ở thành phố Porrentruy (Thụy Sĩ).đã được khai trương.

## Danh mục phim
Bài chính: fr:Filmographie de Jean Gabin (tiếng Pháp)
Jean Gabin đã diễn xuất trong 95 phim, từng diễn xuất chung với những diễn viên nổi tếng như Brigitte Bardot (En cas de malheur), Alain Delon (Le Clan des Siciliens, Mélodie en sous-sol, Deux hommes dans la ville), Jean-Paul Belmondo (Un singe en hiver) và Louis de Funès (Le Tatoué).
Một số phim của ông đã thu hút rất nhiều khán giả, chẳng hạn như :
- Les Misérables (đóng chung với Bourvil): 9,94 triệu vé
- Napoléon: 5,41 triệu vé
- La Traversée de Paris: 4,89 triệu vé
- Le Clan des Siciliens (đóng chung với Alain Delon và Lino Ventura: 4,82 triệu vé
- Touchez pas au grisbi: 4,71 triệu vé
- Le Tonnerre de Dieu: 4,10 triệu vé
- Archimède le clochard: 4,07 triệu vé
- Les Grandes Familles: 4,04 triệu vé

Dưới đây là danh mục một số phim do Jean Gabin diễn xuất:
| Năm  | Tên phim                          | Vai diễn                       | Đạo diễn                                                                      | Ghi chú                                                                                   |  |
| ---- | --------------------------------- | ------------------------------ | ----------------------------------------------------------------------------- | ----------------------------------------------------------------------------------------- |  |
| 1931 | Paris Béguin                      | Bob                            | Augusto Genina                                                                |                                                                                           |  |
| 1932 | Les Gaietés de l'escadron         | Fricot                         | Maurice Tourneur                                                              |                                                                                           |  |
| 1933 | Le Tunnel                         | Allan Mac Allan                | Curtis Bernhardt                                                              | phiên bản tiếng Pháp của phim Đức                                                         |  |
| 1934 | Maria Chapdelaine                 | François Paradis               | Julien Duvivier                                                               | Phim đoạt Giải NBRMP cho phimngoại ngữ hay nhất (1935)                                    |  |
| 1934 | Zouzou                            | Jean, kẻ mồ côi                | Julien Duvivier                                                               |                                                                                           |  |
| 1935 | La Bandera                        | Pierre Gilleth                 | Julien Duvivier                                                               | Chuyển thể từ tiểu thuyết La Bandera của Pierre Mac Orlan.                                |  |
| 1936 | Les Bas-fonds                     | Wasska Pepel                   | Jean Renoir                                                                   | Phim đoạt Giải Louis Delluc 1937. Chuyển thể từ vở kịch The Lower Depths của Maxim Gorky. |  |
| 1936 | La belle équipe                   | Jeannot                        | Julien Duvivier                                                               | với Charles Vanel và Viviane Romance.                                                     |  |
| 1937 | Pépé le Moko                      | Pépé                           | Julien Duvivier                                                               |                                                                                           |  |
| 1937 | La Grande illusion                | Lieutenant Maréchal            | Jean Renoir                                                                   | Phim đoạt Giải NBRMP cho phim ngoại ngữ hay nhất (1938)                                   |  |
| 1937 | Gueule d'amour                    | Lucien Bourrache               | Jean Grémillon                                                                |                                                                                           |  |
| 1938 | Le Récif de corail                | Trott Lennart                  | Maurice Gleize                                                                | với Michèle Morgan.                                                                       |  |
| 1938 | Le Quai des brumes                | Jean                           | Marcel Carné                                                                  | với Michèle Morgan và Claude Brasseur. Phim đoạt Giải Louis Delluc (1939)                 |  |
| 1938 | La Bête humaine                   | Jacques Lantier                | Jean Renoir                                                                   | Chuyển thể từ tiểu thuyết La Bête humaine của Émile Zola.                                 |  |
| 1939 | Le Jour se lève)                  | François                       | Marcel Carné                                                                  |                                                                                           |  |
| 1941 | Remorques                         | Captain André Laurent          | Jean Grémillon                                                                | với Madeleine Renaud.                                                                     |  |
| 1942 | Moontide                          | Bobo                           | Archie Mayo                                                                   | với Ida Lupino.                                                                           |  |
| 1944 | The Impostor                      | Clement                        | Julien Duvivier                                                               |                                                                                           |  |
| 1946 | Martin Roumagnac                  | Martin Roumagnac               | Georges Lacombe                                                               | với Marlene Dietrich.                                                                     |  |
| 1949 | Au-delà des grilles               | Pierre Arrignon                | René Clément                                                                  | Phim đoạt Giải Oscar cho phim ngoại ngữ hay nhất (1949)                                   |  |
| 1950 | Pour l'amour du ciel              | Carlo Bacchi                   | Luigi Zampa                                                                   | tiếng Ý (È più facile che un cammello...)                                                 |  |
| 1951 | La nuit est mon royaume           | Raymond Pinsard                | Georges Lacombe ] Gabin đoạt Cúp Volpi cho nam diễn viên xuất sắc nhất (1951) |                                                                                           |  |
| 1952 | La Vérité sur Bébé Donge          | François Donge                 | Henri Decoin                                                                  | với Danielle Darrieux. Chuyển thể từ tiểu thuyết của Georges Simenon.                     |  |
| 1952 | Le Plaisir                        | Joseph Rivet                   | Max Ophüls                                                                    | Dựa trên 3 truyện ngắn của Guy de Maupassant.                                             |  |
| 1952 | La Minute de vérité               | Pierre Richard                 | Jean Delannoy                                                                 |                                                                                           |  |
| 1954 | Touchez pas au grisbi             | Max                            | Jacques Becker                                                                | với Jeanne Moreau và Lino Ventura.                                                        |  |
| 1954 | L'Air de Paris                    | Victor Le Garrec               | Marcel Carné                                                                  | Gabin đoạt Cúp Volpi cho nam diễn viên xuất sắc nhất (1951)                               |  |
| 1954 | Razzia sur la chnouf              | Henri Ferré                    | Henri Decoin                                                                  |                                                                                           |  |
| 1955 | Napoléon                          | Jean Lannes                    | Sacha Guitry                                                                  |                                                                                           |  |
| 1955 | French Cancan                     | Henri Danglard                 | Jean Renoir                                                                   | phim ca nhạc                                                                              |  |
| 1955 | Gas-oil                           | Jean Chape                     | Gilles Grangier                                                               | với Jeanne Moreau.                                                                        |  |
| 1956 | Des gens sans importance          | Jean Viard                     | Henri Verneuil                                                                |                                                                                           |  |
| 1956 | Voici le temps des assassins      | André Chatelin                 | Julien Duvivier                                                               |                                                                                           |  |
| 1956 | Le Sang à la tête                 | François Cardinaud             | Gilles Grangier                                                               |                                                                                           |  |
| 1956 | La Traversée de Paris             | Grandgil                       | Claude Autant-Lara                                                            | với Louis de Funès và Bourvil                                                             |  |
| 1956 | Crime et Châtiment]]              | Commissaire Gallet             | Georges Lampin                                                                |                                                                                           |  |
| 1957 | Le rouge est mis                  | Louis Bertain / Louis le Blond | Gilles Grangier                                                               | với Annie Girardot.                                                                       |  |
| 1958 | Maigret tend un piège             | Jules Maigret                  | Jean Delannoy                                                                 | với Annie Girardot.                                                                       |  |
| 1958 | Le désordre et la nuit            | Inspecteur Georges Vallois     | Gilles Grangier                                                               | với Danielle Darrieux.                                                                    |  |
| 1958 | Les Misérables                    | Jean Valjean                   | Jean-Paul Le Chanois                                                          | chuyển thể từ tiểu thuyết của Victor Hugo.                                                |  |
| 1958 | En cas de malheur                 | André Gobillot                 | Claude Autant-Lara                                                            | với Brigitte Bardot.                                                                      |  |
| 1958 | Les Grandes Familles              | Noël Schoudler                 | Denys de La Patellière                                                        |                                                                                           |  |
| 1959 | Archimède le clochard             | Archimède                      | Gilles Grangier                                                               | Gabin đoạt Giải Gấu bạc cho nam diễn viên xuất sắc nhất                                   |  |
| 1959 | Maigret et l'Affaire Saint-Fiacre | Jules Maigret                  | Jean Delannoy                                                                 | Chuyển thể từ tiểu thuyết của Georges Simenon.                                            |  |
| 1959 | Rue des prairies                  | Henri Neveux                   | Denys de La Patellière                                                        |                                                                                           |  |
| 1961 | Le Président                      | Émile Beaufort                 | Henri Verneuil                                                                | Chuyển thể từ tiểu thuyết của Georges Simenon.                                            |  |
| 1961 | Le cave se rebiffe                | Ferdinand Maréchal             | Gilles Grangier                                                               |                                                                                           |  |
| 1962 | Le Gentleman d'Epsom              | Richard Briand-Charmery        | Gilles Grangier                                                               |                                                                                           |  |
| 1962 | Un singe en hiver                 | Albert Quentin                 | Henri Verneuil                                                                | với Jean-Paul Belmondo.                                                                   |  |
| 1963 | Mélodie en sous-sol               | Mister Charles                 | Henri Verneuil                                                                | với Alain Delon.                                                                          |  |
| 1963 | Maigret voit rouge                | Jules Maigret                  | Gilles Grangier                                                               |                                                                                           |  |
| 1964 | Monsieur                          | René Duchêne / Georges Baudin  | Jean-Paul Le Chanois                                                          |                                                                                           |  |
| 1965 | Le Tonnerre de Dieu               | Léandre Brassac                | Denys de La Patellière                                                        |                                                                                           |  |
| 1966 | Du rififi à Paname                | Paul Berger                    | Denys de La Patellière                                                        | với Gert Fröbe, George Raft và Mireille Darc.                                             |  |
| 1967 | Le Soleil des voyous              | Denis Ferrand                  | Jean Delannoy                                                                 | với Robert Stack.                                                                         |  |
| 1968 | Le Pacha                          | Comissaire Louis Joss          | Georges Lautner                                                               |                                                                                           |  |
| 1968 | Le tatoué                         | Comte Enguerand                | Denys de La Patellière                                                        | với Louis de Funès                                                                        |  |
| 1969 | Le Clan des Siciliens             | Vittorio Manalese              | Henri Verneuil                                                                | với Alain Delon và Lino Ventura.                                                          |  |
| 1970 | La Horse                          | Auguste Maroilleur             | Pierre Granier-Deferre                                                        |                                                                                           |  |
| 1971 | Le Chat                           | Julien Bouin                   | Pierre Granier-Deferre                                                        | Gabin đoạt Giải Gấu bạc cho nam diễn viên xuất sắc nhất (1971)                            |  |
| 1972 | Le Tueur]]                        | Commissaire Le Guen            | Denys de La Patellière                                                        |                                                                                           |  |
| 1973 | Deux hommes dans la ville         | Germain Cazeneuve              | José Giovanni                                                                 | với Alain Delon, Mimsy Farmer và Gérard Depardieu.                                        |  |
| 1974 | Verdict                           | Judge Leguen                   | André Cayatte                                                                 | với Sophia Loren.                                                                         |  |
| 1976 | L'année sainte                    | Max Lambert                    | Jean Girault                                                                  | Phim cuối cùng của Gabin, với Jean-Claude Brialy, Henri Virlojeux và Danielle Darrieux    |  |